# Protoctrupoidea
Protoctrupoidea é uma superfamília de vespas parasíticas da ordem de insetos Hymenoptera. Todas famílias inclusas são de vespas fortemente esclerotizadas (isto é, com fortes carapaças de exoesqueleto) e nunca apresentam coloração metálica. As antenas sempre partem distantes do clípeo, apresentando números de segmentos típicos para cada família. 
Anteriormente, o grupo abarcava mais superfamílias que hoje estão individualizadas: Ceraphronoidea, Proctotrupoidea e Platygasteroidea. No momento, ainda a utilização deste agrupamento como superfamília persiste, na falta de uma solução taxonômica mais elegante. Atualmente, inclui as seguintes famílias:
- Proctotrupidae;
- Diapriidae;
- Heloridae;
- Monomachidae;
- Pelecinidae.